# Gottlob Linck
Gottlob Linck (Ötisheim, 20 febbraio 1858 – Jena, 22 dicembre 1947) è stato un mineralogista, geologo e cristallografo tedesco.

## Biografia
Dal 1879, studiò al politecnico di Stoccarda, seguito da corsi nelle università di Strasburgo e Tubinga. Nel 1888 prese l'abilitazione per mineralogia e petrografia a Strasburgo, dove nel 1894 divenne professore associato. Più tardi nello stesso anno, fu nominato professore di mineralogia e geologia all'Università di Jena, posizione che mantenne fino alla sua pensione avvenuta nel 1930. In cinque diverse occasioni, prestò servizio come rettore universitario a Jena.
La sua ampia ricerca ha coperto molte sfaccettature della geologia e della mineralogia. Esaminò le varie proprietà della calce, del gesso e della dolomite e studiò l'assorbimento del potassio da parte di minerali argillosi, in particolare il caolino.

## Opere principali
- Grundriss der kristallographie für studierende und zum selbstunterricht, 1908.
- Die Bildung der Kalksteine und Dolmite, 1922.
- Grundriss der Mineralogie und Petrographie; eine Einführung für Studierende und zum Selbstunterricht, (con Hermann Jung), 1935.[3]

Con Eugen Korschelt, Max Verworn, Friedrich Oltmanns, Karl Schaum, Hermann Theodor Simon e Ernst Teichmann, fu co-autore di  Handwörterbuch der naturwissenschaften.